# Pascal Fleury
Pascal Fleury (Saint-Jean-sur-Richelieu, 19 luglio 1970) è un ex cestista canadese.

## Carriera
Con il Canada ha disputato i Campionati americani del 1997.